# Жабина хумка
Жабина хумка (мађ. Béka halom) је курган који се налази на североистоку Војводине, на самој северној граници Кањишког Јароша, на пола пута између Бачких Винограда и Хоргоша. Хумка је у доста лошем стању, пошто се користи као део парцеле која се интензивно преорава.

## Опис
Иако је околина благо заталасана, ова хумка се јасно издваја из рељефа као очигледно дело људских руку. По јако спљоштеном изгледу и стању може се претпоставити да је веома стара, вероватно из периода када у наше пределе са истока долазе кургански народи, и за њима скити.
Као и већина хумки у Војводини, подигнута је на обали некадашњег меандра. Околина Суботице је у прошлости била мочварна, а у овом крају било је сливно подручје Лудошког језера а и река Тиса је имала значајног утицаја. Древним народима је близина воде била од стратешке важности: ту су ловили рибу, појили стоку, купали коње, и могли утећи према води у случају насртаја непријатеља са копна.

## Изглед околине
Сама хумка је преорана, али што се остатака природе тиче, овај крај је због доста воде на самом рубу пешчаре богат биљкама и животињама. У непосредном окружењу хумке налази се повећи влажни пашњак са високом травом и трском који припада резервату Селевењске пустаре. Овде се често задржавају барске птице. Живи свет хумке и околине проучавали су учесници Еко-кампа "Лудош" током неколико сезона, али ти подаци нису публиковани.
Интересантно да се крај назива и "Стара шума" иако је прва шума присутна око 850 метара северније од кургана.

## Стање и перспективе
Хумку је од потпуног уништења сачувао војно-топографски тригонометријски стуб на њеном врху (који означава висинску тачку од 96,7 метара) и чињеница да је околина због унутрашњих вода готово целе године под водом. О хумци не постоје историјски записи, али је позната са старих мапа. У њеној непосредној близини археолошких истраживања није било.